# Братья Фаррелли
Братья Фарре́лли (англ. The Farrelly brothers) — Пи́тер Джон Фарре́лли (англ. Peter John Farrelly), известен как Пи́тер Фарре́лли и Ро́берт Ле́о Фарре́лли-мла́дший (англ. Robert Leo «Bobby» Farrelly, Jr.), известен как Бо́бби Фарре́лли — американские кинорежиссёры и сценаристы, в этом качестве являющиеся авторами более 10 фильмов, в том числе: «Все без ума от Мэри», «Тупой и ещё тупее», «Я, снова я и Ирэн». Питер Фаррелли в 2019 году получил «Оскар» в номинации «Лучший фильм» за картину «Зелёная книга».

## Биография
Братья Фаррелли из Камберленда (Род-Айленд), поэтому многие из их фильмов снимались именно там и некоторые — в Новой Англии. В своих фильмах они часто используют фарс и рок-музыку. Основатели продюсерской компании Conundrum Entertainment.

## Фильмография
- «The Virgin», Seinfeld episode (1992)
- Тупой и ещё тупее (1994)
- Заводила (1996)
- Все без ума от Мэри (1998)
- Первая любовь (1999, сценарий)
- Я, снова я и Ирэн (2000)
- Осмосис Джонс (2001)
- Любовь зла (2001)
- Застрял в тебе (2003)
- Бейсбольная лихорадка (2005)
- Симулянт (2005, продюсерство)
- Девушка моих кошмаров (2007)
- Убеждённый холостяк (2008, сериал)
- Безбрачная неделя (2011)
- Три балбеса (2012)
- Movie 43 (2013)
- Тупой и ещё тупее 2 (2014)